# RIG-I
RIG-I(retinoic acid-inducible gene I, 레티노산 유도성 유전자 I)은 I형 인터페론(IFN1) 반응의 유도를 중재할 수 있는 세포질 패턴인식수용체(PRR)이다. RIG-I는 바이러스에 감염된 세포를 인식하는 선천 면역 체계의 필수 분자이다. 이러한 바이러스에는 웨스트 나일 바이러스, 일본 뇌염 바이러스, 인플루엔자 A, 센다이 바이러스, 플라비바이러스 및 코로나바이러스가 포함될 수 있다.
RIG-I는 바이러스의 면역자극 RNA와 다른 기원의 RNA에 의해 활성화되는 ATP 의존성 DExD/H 박스 RNA 헬리카제이다. RIG-I는 5' 트리- 또는 디-포스페이트 말단 또는 5' 7-메틸 구아노신(m7G) 캡(cap-0)이 있는 세포질에서 짧은 이중 가닥 RNA(dsRNA)를 인식하지만 5' 트리- 또는 디-포스페이트 끝이 있는 RNA는 인식하지 않는다. 리보스 2'-O-메틸 변형을 갖는 m7G 캡(cap-1). 이는 바이러스 감염 중에 생성되는 경우가 많지만 숙주에서 유래할 수도 있다. dsRNA에 의해 활성화되면 N-말단 카스파제 활성화 및 모집 도메인(CARD)이 이동하여 미토콘드리아 항바이러스 신호전달 단백질(MAVS)에 부착된 CARD와 결합하여 IFN1의 신호전달 경로를 활성화한다.
타입-I IFN은 세 가지 주요 기능을 가지고 있다. 즉, 바이러스가 인근 세포로 확산되는 것을 제한하고, 염증 반응을 포함한 선천적 면역 반응을 촉진하며, 적응 면역 체계를 활성화하는 데 도움을 준다. 다른 연구에 따르면 암세포와 같은 다양한 미세 환경에서 RIG-I는 바이러스 인식 이외의 더 많은 기능을 가지고 있는 것으로 나타났다. RIG-I 오솔로그는 포유류, 거위, 오리, 일부 물고기 및 일부 파충류에서 발견된다. RIG-I는 다양한 선천성 면역체계 세포를 포함한 대부분의 세포에 존재하며 일반적으로 비활성 상태이다. 삭제되거나 기능하지 않는 RIG-I 유전자를 갖도록 설계된 녹아웃 마우스는 건강하지 않으며 일반적으로 배아에서 죽는다. 살아남는다면 생쥐는 심각한 발달 장애를 갖게 된다. 인터페론 유전자 STING의 자극제는 RIG-I 신호 전달 및 관련 자가면역의 과잉 활성화를 피하기 위해 N 말단을 결합하여 RIG-I에 길항한다.